# Pavonia horrida
Pavonia horrida är en malvaväxtart som beskrevs av A. Krapovickas. Pavonia horrida ingår i släktet påfågelsmalvor, och familjen malvaväxter. Inga underarter finns listade i Catalogue of Life.